# Peter Tolan
Peter Tolan est un scénariste, producteur de télévision, réalisateur et acteur américain né le 5 juillet 1958 à Scituate au Massachusetts.

## Filmographie

### Réalisateur
- 1998 : Style and Substance
- 2002 : The Job (2 épisodes)
- 2004-2011 : Rescue Me : Les Héros du 11 septembre (24 épisodes)
- 2008 : Finding Amanda
- 2008 : The End of Steve

### Scénariste
- 1990 : Carol & Company
- 1990 : Wish You Were Here
- 1991 : Papa bricole (2 épisodes)
- 1991-1993 : Murphy Brown (11 épisodes)
- 1992-1998 : The Larry Sanders Show (25 épisodes)
- 1994 : Good Advice (1 épisode)
- 1995 : The George Wendt Show
- 1996 : Buddies (4 épisodes)
- 1996 : Président ? Vous avez dit président ?
- 1997 : Ellen (1 épisode)
- 1998 : The Dave Chappelle Project
- 1998 : Style and Substance (2 épisodes)
- 1999 : Mafia Blues
- 2000 : De quelle planète viens-tu ?
- 2000 : Endiablé
- 2001 : Couple de stars
- 2001-2002 : The Job (15 épisodes)
- 2002 : Wednesday 9:30
- 2002 : Stealing Harvard
- 2002 : Mafia Blues 2
- 2003 : Phil at the Gate
- 2004-2011 : Rescue Me : Les Héros du 11 septembre (93 épisodes)
- 2005 : Black/White
- 2005 : Et si c'était vrai...
- 2007 : Fort Pit
- 2008 : Finding Amanda
- 2008 : Rescue Me Minisodes
- 2008 : The End of Steve
- 2010 : Dragons
- 2011 : The Council of Dads
- 2011 : Brave New World
- 2013 : Gaffigan
- 2014 : Rake (13 épisodes)
- 2015-2016 : The Jim Gaffigan Show (23 épisodes)
- 2016-2017 : Outsiders (4 épisodes)

### Producteur
- 1991 : Papa bricole (6 épisodes)
- 1992 : Murphy Brown (2 épisodes)
- 1992-1994 : The Larry Sanders Show (39 épisodes)
- 1994 : Good Advice (1 épisode)
- 1998 : Style and Substance (2 épisodes)
- 2001 : H.M.O.
- 2001 : Couple de stars
- 2001-2002 : The Job (10 épisodes)
- 2003 : Phil at the Gate
- 2004-2011 : Rescue Me : Les Héros du 11 septembre (30 épisodes)
- 2007 : Fort Pit
- 2008 : The End of Steve
- 2009 : The Unusuals
- 2011 : The Council of Dads
- 2011 : Brave New World
- 2012 : Let It Go
- 2013 : Brenda Forever
- 2013 : Gaffigan
- 2014 : Rake (4 épisodes)
- 2014 : Irreversible
- 2015-2016 : The Jim Gaffigan Show (16 épisodes)
- 2016-2017 : Outsiders (19 épisodes)

### Acteur
- 1990 : Alice : un invité de la fête à Dorothy
- 1992 : New York Café : le pianiste (1 épisode)
- 1993 : The Larry Sanders Show : Adam Loderman (1 épisode)
- 1994 : Good Advice : M. Nolan (1 épisode)
- 1994 : Home
- 1998 : Style and Substance : Carl (1 épisode)
- 1998 : Maggie : Dr Devon (2 épisodes)
- 2002 : The Job : Sean (1 épisode)
- 2006 : Rescue Me : Les Héros du 11 septembre (1 épisode)